# 卡南代瓜 (密歇根州)
卡南代瓜（英語：Canandaigua）是位於美國密歇根州萊納維縣梅迪納鎮區及塞內卡鎮區的一個非建制地區。

## 地理
卡南代瓜所處的海拔為高於海平面319米（即1047英呎），而該地所採用的時區為UTC-5，即北美东部時區（EST）。同時該地設有夏令時間，為UTC-5調快一小時，即UTC-4（EDT）。